# Polityka kursu walutowego
Polityka kursu walutowego – jedno z narzędzi polityki gospodarczej państwa związane z kształtowaniem kursu walutowego oraz warunków działania rynku walutowego dla realizacji postawionych celów. Od stosowanych zasad polityki kursu walutowego zależny jest system walutowy określonego obszaru, a w konsekwencji reguły obrotu i wymienialności walut. Polityka kursu walutowego realizowana jest w środowisku międzynarodowego systemu walutowego.
Dzięki narzędziu, jakim jest kurs walutowy państwo może oddziaływać na obroty z zagranicą oraz popyt wewnętrzny. 

## Instrumenty polityki kursowej
Instrumenty polityki kursowej można podzielić na rynkowe oraz administracyjne.
Do instrumentów rynkowych zalicza się interwencje banku centralnego na rynku walutowym, w tym  bezpośrednią sprzedaż lub zakup walut obcych na rynku oraz swapy walutowe.
Do narzędzi administracyjnych z zakresu polityki kursowej zalicza się modyfikację parytetu waluty krajowej w stosunku do innych walut oraz ograniczenia walutowe. Modyfikacja parytetu może obejmować dewaluację, rewaluację lub modyfikację rozpiętości przedziału dopuszczalnych wahań kursu waluty wokół parytetu. Do ograniczeń walutowych zaliczane są: określanie kwot wpływów z eksportu, określanie kwot wydatków na import, limitowanie wielkości inwestycji zagranicznych w kraju i inwestycji krajowych za granicą, ograniczenie ilości dewiz w obrocie turystycznym, ograniczenie działalności nierezydentów oraz ustanawianie pułapów na przepływy kapitałowe
Podstawowe typy reżimów kursowych obejmują:
- stały kurs walutowy,
- płynny kurs walutowy,
- rozwiązanie pośrednie, łączące elementy kursu stałego i płynnego.

W Polsce, zgodnie z artykułem 24 Ustawy z dnia 29 sierpnia 1997 r. o Narodowym Banku Polskim:
1. NBP realizuje politykę walutową ustaloną przez Radę Ministrów w porozumieniu z Radą.
2. Zasady ustalania kursu złotego w stosunku do walut obcych ustala Rada Ministrów w porozumieniu z Radą.
3. NBP ogłasza bieżące kursy walut obcych oraz kursy innych wartości dewizowych